# سام میرزا
ابوالنصر سام میرزا صفوی (۹۴۵–۸۹۶ خورشیدی/۹۷۵–۹۲۳ قمری) از فرزندان شاه اسماعیل یکم است که اهل هنر بوده‌است و کتاب تذکره سامی یا تحفه سامی را که دربارهٔ شعر و شاعران است، نگارش کرده‌است. در زمینهٔ خوشنویسی هم از او آثار قابل توجهی باقی است.

## زندگی
سام میرزا در سه‌شنبه ۲۴ مهر ۸۹۶ (۲۱ شعبان ۹۲۳)  به دنیا آمد، شاه اسماعیل در سال ۹۰۰ خورشیدی (۹۲۷ قمری)، سام میرزا را که کودکی بیش نبود به حکومت خراسان در هرات برگزید و لل‍هٔ یا سرپرستی او را به دورمیش‌خان شاملو سپرد.
سام میرزا به تحریک اطرافیانش یک بار به سرپیچی از برادرش پرداخت، ولی بعداً پشیمان شد و از شاه تهماسب یکم درخواست بخشش کرد. شاه تهماسب، سام میرزا را بخشید و او را از خراسان به قزوین آورد و نزد خود برد و مدت ۱۲ سال او را ملازم خود قرار داد.
در سال ۹۲۸ (۹۵۶ قمری) سام میرزا از برادرش شاه تهماسب درخواست کرد که به او اجازه دهد که در محلی ساکن شود و به عبادت بپردازد. شاه تهماسب هم، تولیت آرامگاه شیخ صفی‌الدین اردبیلی و فرمانداری اردبیل را به او داد. در این مدت که سام میرزا در اردبیل به سر می‌برد، محضر او محل رفت‌وآمد دانشمندان و فاضلان و شاعران و هنرمندان بود. 
رستم میرزا پسر سام میرزا در سال ۹۶۱ قمری در سن شانزده سالگی ازدواج نمود، مدت شش ماه آن عروسی امتداد یافت تا زفاف واقع شد. بعد از وقوع زفاف، رستم میرزا بیمار شده و درگذشت.
در سال ۹۴۰ (۹۶۹ قمری) سام میرزا از شاه تهماسب خواست که او را به خراسان بفرستد؛ شاه نیز موافقت کرد، اما بعد به تحریک مغرضان پشیمان شد و سام میرزا را با دو پسر خردسالش که ده ساله و دوازده ساله بودند به قلعهٔ قهقهه که در آنجا اسماعیل میرزا و دو پسر القاسب میرزا محبوس بودند فرستاد. چون شاهزاده‌ها در قلعه با یکدیگر ملاقات نمی‌کردند سام میرزا قصیده‌ای برای اسماعیل میرزا فرستاد که مظنون آن این بود که چون نوبت سلطنت به تو رسد می‌خواهم گوشه‌ای جهت من تعیین نمایی که در آنجا باشم و رعایت من به واجبی نمایی. نگهبان قلعه تمامی کاغذهای اسماعیل میرزا را برداشته و نزد شاه تهماسب فرستاد و شاه تهماسب بعد از خواندن آن قصیده در ماه جمادی‌الثانی ۹۷۵ قمری دستور داد سام میرزا و پسرانش پس از شش سال حبس به همراه پسران القاسب میرزا به قتل برسانند.

## ادبیات

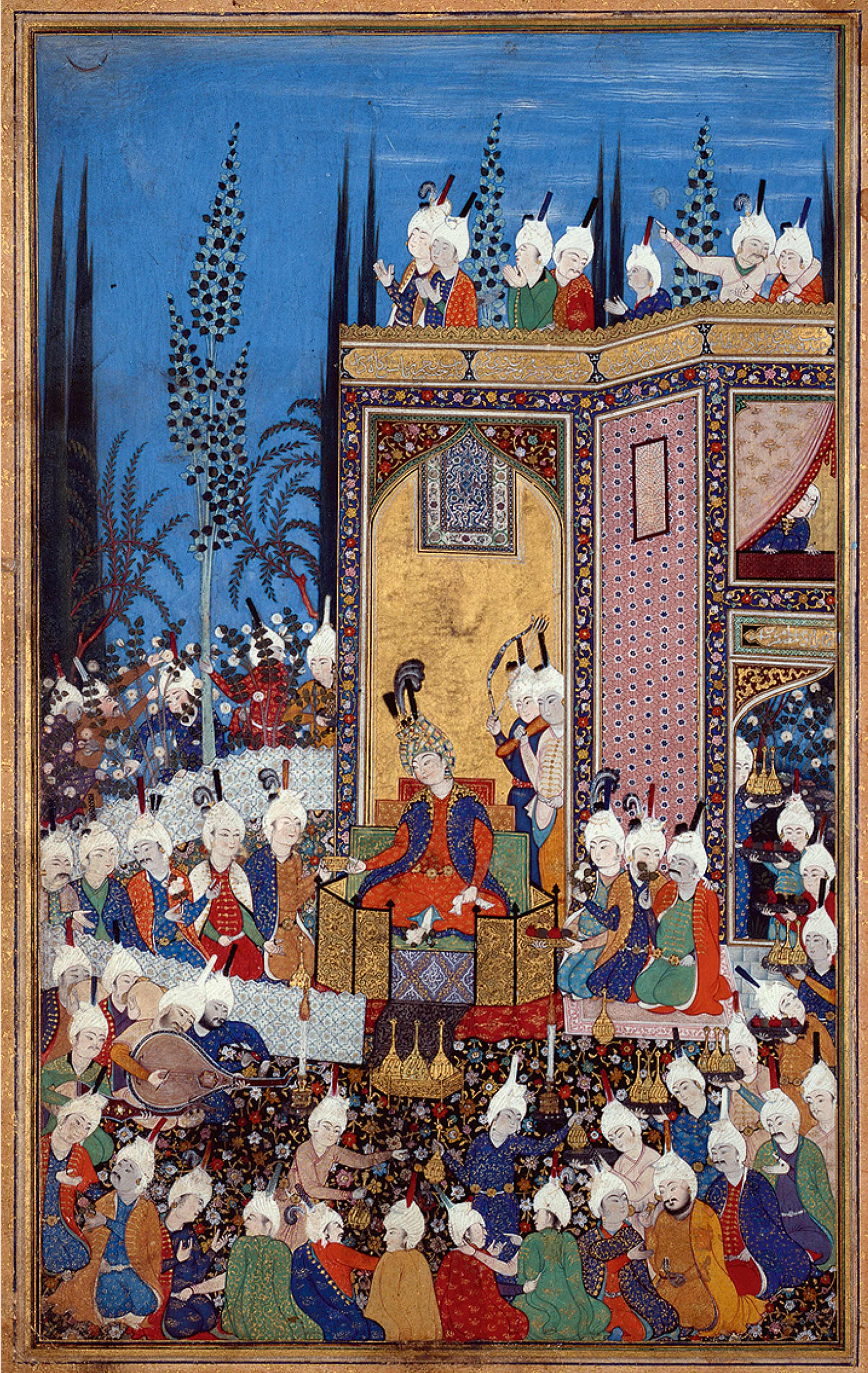
شروع جشن عید فطر با مشاهده هلال ماه در حضور سام میرزا اثر سلطان محمد نگارگر.

سام میرزا خود کتابی به نام تذکره سامی یا تحفه سامی را به سال ۹۵۷ قمری که دربارهٔ خوشنویسان و شاعران و … است، به نگارش درآورد. نسخۀ دیوان حافظ که به نسخه سام میرزا معروف است و پیشتر در مجموعۀ کارتیه و سپس در مجموعۀ کری ولش نگهداری می‌شد و اکنون میان موزۀ هنری فاگ، دانشگاه هاروارد، موزۀ هنر متروپولیتن، و موزۀ جدید هنر اسلامی در قطر تقسیم شده است. این نسخه به احتمال زیاد در حدود سال ۹۴۰قمری/۱۵۳۳میلادی برای سام میرزا کتابت و مصور شده است. نسخه در اصل دارای ۵ نگاره بوده است، شامل بازی چوگان، بزم، عیدفطر، مجلس وعظ، و سرای پیر مغان. امروزه محل نگهداری ۴ نگاره معلوم، و یک نگاره(بازی چوگان) نامعلوم است. نگارهٔ «عید فطر» یا «رؤیت ماه نو» بر مبنای غزلː «عید است و موسم گل و یاران در انتظار / ساقی به روی شاه ببین ماه و می بیار» تصویر شده است. نقاش اثر سلطان محمد نگارگر است. حافظ در این غزل، عید فطر را در نظر داشته و سلطان محمد در این نسخه، سام میرزا را در جشنِ عید فطر به تصویر کشیده است. نام «الهادی ابوالمظفر سام میرزا» در کتیبهٔ بالای سردر کوشکی که سام میرزا بر ایوان آن نشسته و دو بیتِ اول و پنجمِ همان غزل: «خوش دولتی ست خرم و خوش خسروی کریم / یا رب ز چشم‌ زخم زمانش نگاه‌دار» در کتیبهٔ رخبام همان بنا نوشته شده‌است. نگاره نشان‌دهندهٔ این است که این نسخه برای سام میرزا نوشته شده‌است. بر بامِ کوشک وسط باغ نیز جوانی با انگشتِ اشاره‌اش ماه نو را نشان می‌دهد و عده‌ای به «رؤیت هلال ماه شوال» ایستاده‌اند و دعا می‌خوانند.
این رباعی از اوست:
| هرگاه که عشوه آن دلاویز کند |  | عاشق ز بلا چگونه پرهیز کند |
| باد است نصیحت کسان در گوشم  |  | اما بادی که آتشم تیز کند   |